# فنادیازول
فنادیازول (انگلیسی: Fenadiazole) یک داروی خواب‌آور و آرام‌بخش است که برای درمان بی‌خوابی استفاده می‌شود اما دیگر به بازار عرضه نمی‌شود.